# Alexis Mony
Pour les articles homonymes, voir Mony.
Alexis Mony, né à Paris le 9 décembre 1897 et mort le 17 juillet 1986, est un footballeur international français.
Il est le frère cadet de Pierre Mony, autre ancien footballeur international français.

## Biographie
Son poste de prédilection est défenseur. Il ne compte qu'une sélection en équipe de France de football, pour le match Italie-France au stade Vélodrome Sempione à Milan en 1920.

### Clubs successifs
- US Boulogne

### Carrière
Appelé comme son frère Pierre à se rendre à Milan pour défier l'Italie, Alexis fut sérieusement critiqué à son retour après la sévère défaite (9-4) des Français. On le traita de fossoyeur de l'équipe de France et, devant cette vague de protestations qui visait sa très médiocre performance, il préféra tourner le dos à une éventuelle carrière internationale[réf. souhaitée].